# Dinorah ou le pardon de Ploërmel
Dinorah ou le pardon de Ploërmel er en opéra comique i tre akter af Giacomo Meyerbeer til en libretto af Jules Barbier og Michel Carré, baseret på en bretonsk legende, Les chercheurs de Trésor.

## Opførelseshistorie
Operaen blev uropført i Salle Favart på Opéra-Comique i Paris den 4. april 1859 med titlen Le pardon de Ploërmel. Operaen blev oversat til italiensk forud for premieren i London den 26. juli 1859 (med Marie Caroline Miolan-Carvalho) og blev internationalt kendt som Dinorah. Den blev opført første gang i New York i 1862. Den gik, med den oprindelige titel, over 200 gange på Opéra-Comique i 1912.
Operaen blev oprindeligt yderst populært og havde særlig Adelina Pattis yndest, men er i dag stort set glemt, bortset fra berømte arie for sopran, "Ombre légère", der en "duet" mellem Dinorah og hendes skygge. Andre sopraner som har haft stor succes i rollen som Dinorah er Amelita Galli-Curci, Ilma di Murskal, Luisa Tetrazzini og Maria Barrientos. 
Selv om operaen har været stort set forsømt i de seneste år, dirigerede Arturo Toscanini NBC Symphony Orchestra i en sjælden opførelsen af ouverturen den 12. november 1938. Ouverturen har flere sektioner med kor og en stærk slagtøjsgruppe.

## Roller
| Rolle                         | Stemmetype  | Originalbesætning, 4. april 1859 (Dirigent: Giacomo Meyerbeer) |
| ----------------------------- | ----------- | -------------------------------------------------------------- |
| Dinorah, en bondepige         | Sopran      | Marie-Jeanne-Josèphe kabel                                     |
| Hyrde                         | Sopran      | Breuillé                                                       |
| Hyrde                         | Mezzosopran | Emma Belia                                                     |
| Corentin, en sækkepibespiller | Tenor       | Charles-Louis Sainte-Foy                                       |
| Gedehyrde                     | Sopran      | Dupuy                                                          |
| Gedehyrde                     | Sopran      | Marguerite Decroix                                             |
| Hoel, en gedehyrde            | Baryton     | Jean-Baptiste Faure                                            |
| En jæger                      | Bas         | Barielle                                                       |
| En høstarbejder               | Tenor       | Victor Warot                                                   |
| Loïc                          | Baryton     | Lemaire                                                        |
| Claude                        | Tenor       | Palianti                                                       |

## Synopsis

### Første akt
I landsbyen Ploërmel under den årlige pilgrimsfærd til jomfrukapellet af er Dinorah blevet vanvittig, fordi hendes brudgom Hoël er forsvundet efter en storm, der var årsag til, at deres bryllup blev afbrudt samme dag året før. Hoël vender tilbage til landsbyen efter at have fået nys om, hvor der findes skat. Han får Corentin til at hjælpe sig men har skumle hensigter, da den første, der rører skatten, ifølge legenden vil dø. 

### Anden akt
De går ned i en mystisk dal, hvor Dinorah tilfældigvis også befinder sig. Fra hende får Corentin oplysninger om legenden, hvorfor både han og Hoël inviterer hinanden til at inspicere skatten først. Dinorah forsøger indfange en ged, hun holder som kæledyr, men som er undsluppet. Hun træder på en træstamme i floden, og da den bliver ramt af lynet, falder hun i vandet og driver væk med strømmen. Hoël springer i vandet for at redde hende. 

### Tredje akt
Hoël indrømmer sin kærlighed og fortryder sin adfærd overfor Dinorah, da hun kommer til bevidsthed. Hun genkender ham og genvinder sin forstand. Landsbyboerne ankommer og synger en sang om tilgivelse, hvorefter de fører de to elskende til kapellet, hvor de bliver gift. 

## Diskografi
- Dinorah: Deborah Cook (Dinorah), Christian du Plessis (Hoel), Alexander Oliver (Corentin) – Geoffrey Mitchell Choir, Philarmonia Orchestra – James Judd (dirigent) – Opera Rara (1979)
- Arien "Ombre légère" er blevet indspillet af mange koloratursopraner, herunder Maria Callas, Joan Sutherland og Anna Moffo.

## Eksterne links
- (Webside ikke længere tilgængelig)